# Sofosbuvir
Le sofosbuvir (commercialisé sous la marque Sovaldi par la firme américaine pharmaceutique Gilead Sciences) est une molécule, inhibiteur de la polymérase NS5B, analogue de nucléotides, développé comme médicament dans le traitement de l'hépatite C.

## Historique
En 2005, la société Pharmasset basée à Princeton a effectué un screening d'analogues nucléosidiques inhibant préférentiellement le virus de l'hépatite C et a notamment sélectionné le PSI-6130 (en). À partir de ce composé, des modifications ont été apportées (changement de la cytidine en uridine) et un design de prodrogue permettant une meilleure efficacité a été réalisé. Le composé obtenu testé en clinique a été baptisé GS-7977 puis sofosbuvir. La firme californienne Gilead a racheté Pharmasset en 2011 pour 11 milliards de dollars.

## Mode d'action
Il s'agit d'une prodrogue se transformant en béta-D-2′-déoxy-2′-fluoro-2′-C-méthyluridine monophosphate. Il inhibe la polymérase NS5B du virus de l'hépatite C et ne semble pas jouer sur l'ADN ou l'ARN polymérase humaine.

## Efficacité
En association avec la ribavirine, il semble efficace dans le traitement de l'hépatite C avec une cure de 12 semaines. Elle semble moindre dans les infections à génotype 3, surtout en cas de cirrhose, imposant un traitement plus prolongé (24 semaines).
Le générique du sofosbuvir, Sofos, répond aux mêmes spécificités que la molécule mère avec une efficacité prouvée de plus de 95 % pour les patients de tout génotype.

## Effets secondaires
Les plus fréquents sont les maux de tête, l'asthénie, l'insomnie, les nausées, la survenue d'un rash ou d'une anémie.
Le 16 janvier 2015, des cas d’arythmies cardiaques ont été portés à la connaissance du Comité d'évaluation des risques en pharmacovigilance (PRAC) de l’Agence européenne des médicaments (EMA) lors de l’association de daclatasvir avec le sofosbuvir chez des patients ayant des facteurs favorisants tels que la prise de médicaments bradycardisants — notamment l’amiodarone — ou des antécédents cardiaques. Des cas d’arythmies ont également été rapportés sous sofosbuvir en dehors de l’association avec daclatasvir. 